# Калвата
Калвата (груз. კალვათა) — село в Грузии, на территории Сачхерского муниципалитета края (мхаре) Имеретия.

## География
Село находится в центральной части Грузии, на левом берегу реки Квирилы, на расстоянии 2 километров к югу от города Сачхере, административного центра муниципалитета. Абсолютная высота — 506 метров над уровнем моря.

## Население
По результатам официальной переписи населения 2014 года, в Калвате проживало 353 человека (178 мужчин и 175 женщин). В национальной структуре населения грузины составляли 99,4 %, армяне — 0,3 %, осетины — 0,3 %.
| Год  | Население, человек |
| ---- | ------------------ |
| 2002 | 508                |
| 2014 | ↘ 353              |